# 伯內特鎮區 (阿肯色州波普縣)
伯內特鎮區（英語：Burnett Township）是位於美國阿肯色州波普縣的一個行政鎮區。

## 地方資料
根據2010年美國人口普查的數據，伯內特鎮區的面積為56.30平方千米，當中陸地面積為56.00平方千米，而水域面積為0.30平方千米。當地共有人口506人，而人口密度為每平方千米8人。